# Palazzo Aldegatti

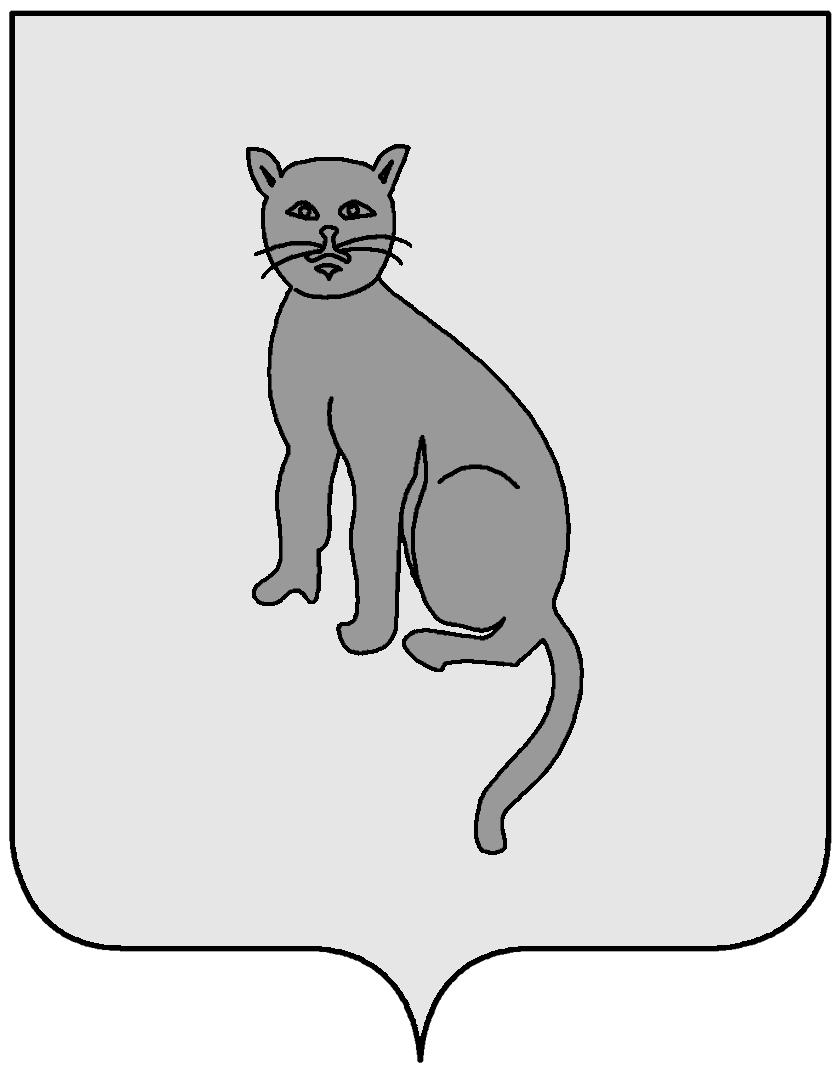
Stemma Aldegatti

Palazzo Aldegatti è un edificio storico di Mantova, sito in Via Chiassi.
Fu edificato nella metà del Cinquecento da Francesco Aldegatti come residenza di famiglia, presente in città dal 1200 e legata ai Gonzaga.
Al suo interno si trova un ciclo di affreschi del pittore Anselmo Guazzi, della scuola di Giulio Romano e nel salone dei ricevimenti affreschi di Ippolito Andreasi.
Il palazzo fu acquistato dal Comune di Mantova nel 1903 e adibito a complesso scolastico intitolato a Roberto Ardigò. Nel 1915 venne adibito a sede della Biblioteca Popolare Comunale e dal 1920 sede dell'Università Popolare.